# Quartinia pusilla
Quartinia pusilla (лат.) — вид цветочных ос (Masarinae) рода Quartinia семейства настоящих ос (Vespidae). Туркменистан, Казахстан.

## Описание
Мелкие осы (около 2 мм). Базальная окраска от красновато-коричневой до тёмно-коричневой. Следующие части тела от бледно-жёлтой до жёлтой: мандибулы, за исключением красновато-коричневого основания, верхняя губа, наличник, большая часть переднеспинки, тегула (за исключением небольшой коричневатой передне-центральной части), большое центральное пятно на щитке, узкая вершинная перевязь на щитке, вершинные перевязи на I—VI тергитах, большое вершинное пятно на VII тергитах, ноги от вершин бёдер. Усики тёмно-жёлтые. Крылья прозрачные; жилки и претостигма коричневые. Трофические связи известны с растениями семейства Бобовые: верблюжья колючка мавров (Alhagi maurorum Medik. = A. camelorum Fisch., Fabaceae).

## Таксономия
Вид был впервые описан в 1935 году советским гименоптерологом Георгием (Юрием) Александровичем Костылевым (1889—1942) по материалам, собранным в Средней Азии.